# 白圈帶蛺蝶
白圈帶蛺蝶（学名：Athyma asura），又名白圈三線蝶、珠履帶蛺蝶、白圈擬三線蝶、鏈擬叉蛺蝶、白圈紋蛺蝶，为蛺蝶科帶蛺蝶屬下的一个种。

## 分布
本種廣泛見於東亞地區，如台灣、中國華西、華南、喜馬拉雅、印度北部、中南半島、巽他群島、爪哇島。台灣地區分布於中低海拔地區。

## 生態習性
本種幼蟲以冬青科台灣糊樗、朱紅水木、燈稱花等為食，一年多世代，成蟲在春季至秋季活動。

## 資料來源
1. ↑  徐堉峰. . 台中市: 晨星出版社. 2013. ISBN 978-986-177-668-2.

## 外部連結
- 維基物種上的相關：白圈帶蛺蝶
- 维基共享资源上的相關多媒體資源：白圈帶蛺蝶